# 港島海逸君綽酒店

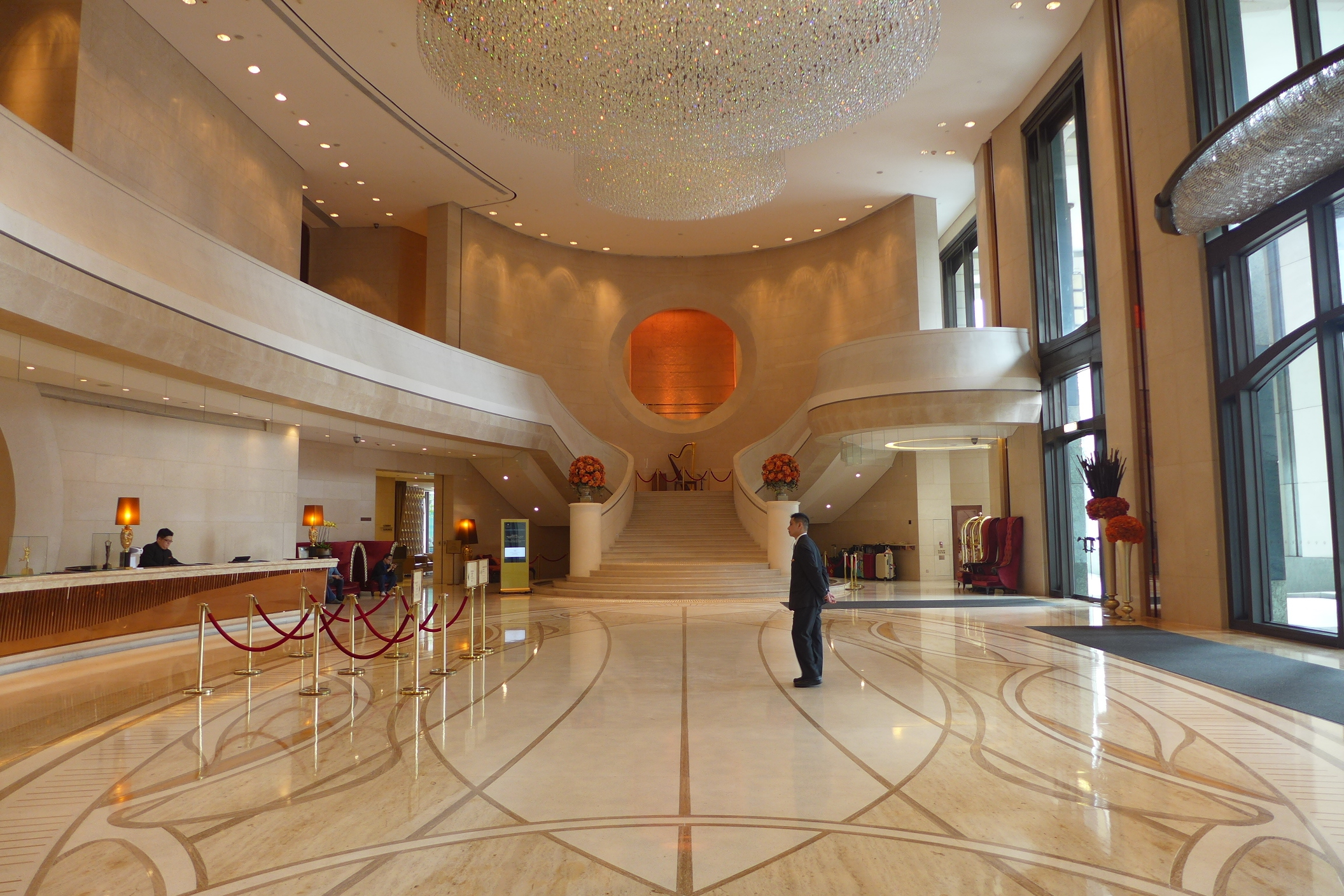
酒店大堂

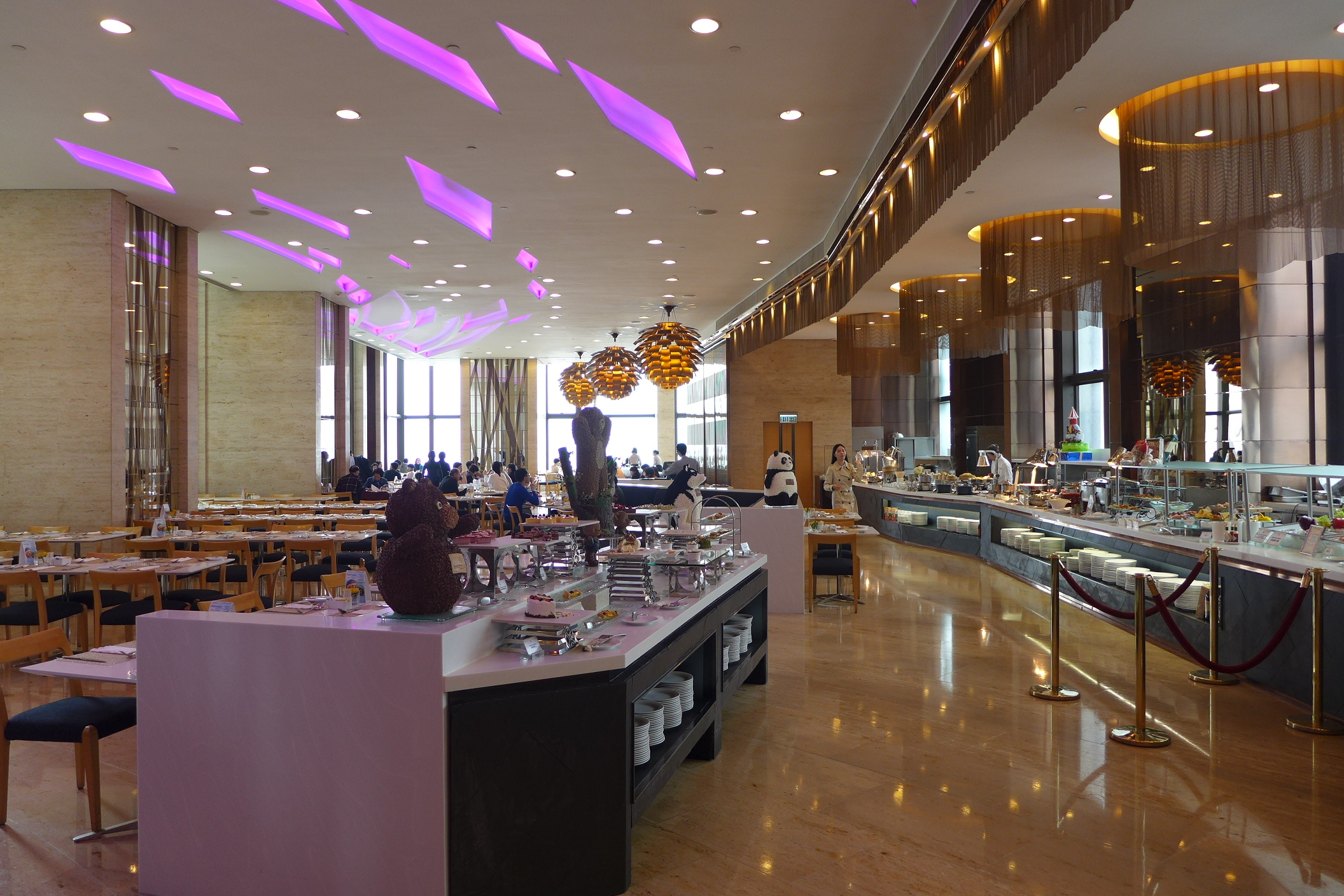
3樓Harbour Grand Cafe

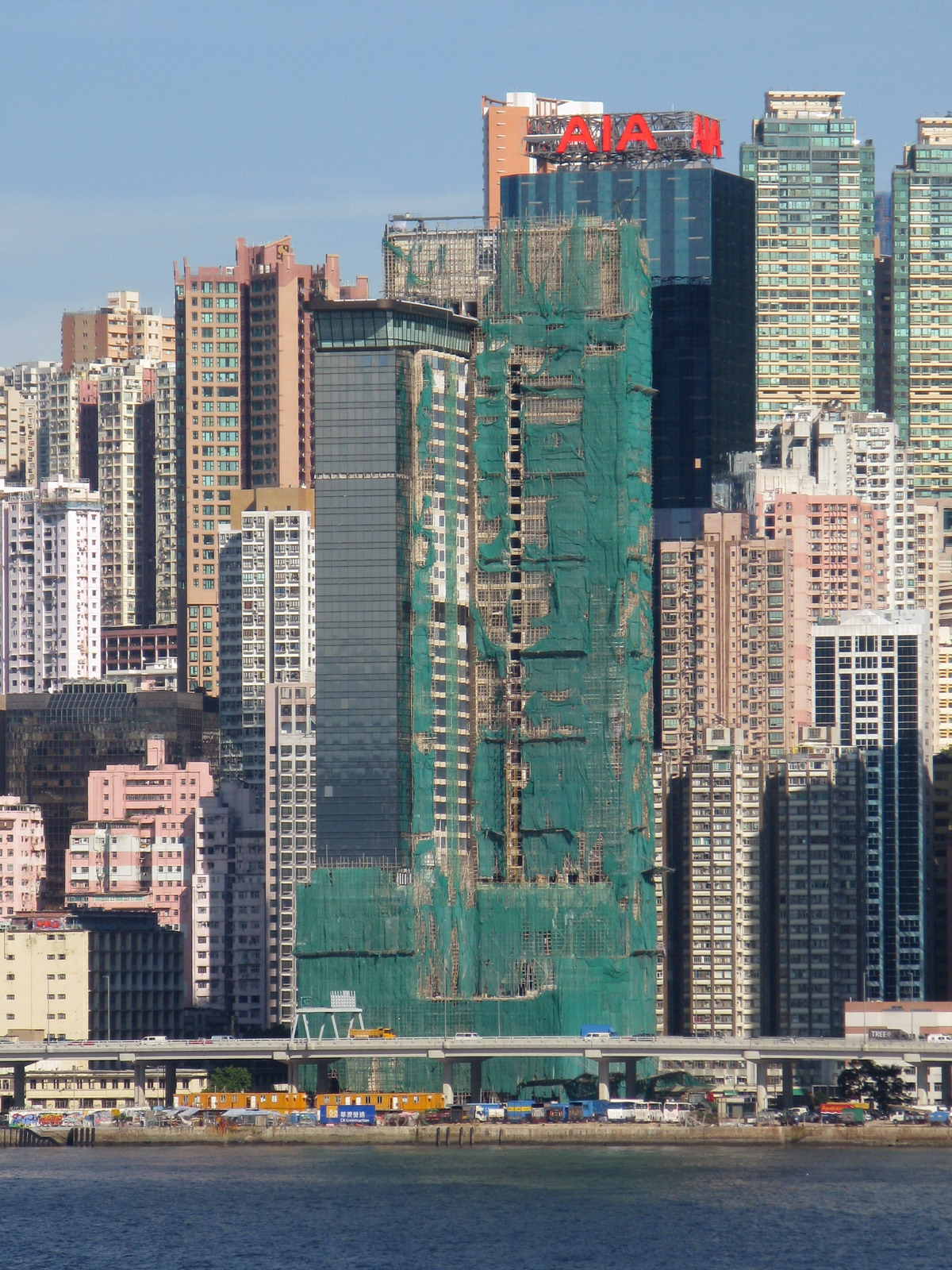
建築中的港島海逸君綽酒店（2008年8月）

港島海逸君綽酒店（英語：Harbour Grand Hong Kong）位於香港香港島北角油街海旁，鄰近港鐵炮台山站，是一所甲級高價酒店，同樣亦是長江實業及和記黃埔第三代港島區豪華酒店，擁有維多利亞港海景，可觀銅鑼灣避風塘、灣仔、中環商業中心區，遠眺九龍半島尖沙咀、尖東、紅磡及至獅子山一帶景觀，與同集團的歷山酒店隔街相望。港島海逸君綽酒店由和記黃埔及長江實業旗下海逸國際酒店集團管理。酒店頂層曾設有全香港最大的LED螢幕。

## 酒店火警
2012年4月21日凌晨3時，酒店頂層位置發生火警，消防其後升為三級火。事件中，酒店頂層的LED屏幕首先著火，燃燒物跌下至3樓游泳池，再蔓延上7樓露台和8樓客房。消防十分鐘後將火升為三級。有住客說火警鐘並無響，但見到窗外有火及嗅到燒焦味，以至發現濃煙滲入房內，於是立即離開房間。消防派出兩隊煙帽隊，開三條喉灌救，並將火警列為三級。兩個多小時後，到清晨五時許控制火勢，在早上約6時45分大致救熄。事件約150人疏散，1名女住客不適，由一酒店職員救起，送律敦治醫院治理。
消防港島東區指揮官郭永秋說，酒店有多個位置起火，增加灌救困難。而酒店的自動灑水系統運作正常，而警鐘只會在起火及上二下一樓層響起，個別住客未必聽到警鐘。
到了4月23日上午10時45分，一塊3米乘2米玻璃由43樓天台直墜酒店旁地盤，險擊中3名在升降台上燒焊的工人，在工人對開兩米落地，碎片擊中工人安全帽，幸無人受傷。警方其後接報到場，為安全起見即封鎖現場的京華道、福蔭街及一段油街，並派交通警員疏導交通，警方建議酒店以安全網或棚架加固有危險組件。
有立法會議員及消防安全專家批評，火警3日以來，被烈火燒過的酒店外牆及瓦礫任由風吹雨打，但未見任何保障及穩固措施，批評事件涉人為疏忽，應盡快移除可能鬆脫的組件。

## 鄰近建築

### 屋苑
- 城市花園
- 海峰園
- 豪廷峰
- 康澤花園
- 富澤花園
- 和富中心

### 商業建築
- 康宏匯
- 友邦廣場
- 莎瑪炮台山精品服務式公寓（Shama Fortress Hill Serviced Apartments）
- 城市花園酒店
- 七海商業中心
- 成報大廈
- 北角城中心
- 歷山酒店